# Apagones de Venezuela de 2019
Los apagones eléctricos de Venezuela de 2019 fueron una serie de cortes de suministro eléctrico a nivel nacional. El primero comenzó con el «mega apagón» que se produjo el jueves 7 de marzo de 2019 a las 16:55 hora local (GMT−4) y fue el apagón eléctrico más grande en la historia de Venezuela duró en algunos estados entre cinco y siete días continuos. La causa del apagón fue una falla en la Central Hidroeléctrica Simón Bolívar. Afectó seriamente al sector eléctrico del país en la mayoría de sus 23 Estados y el Distrito Capital, causando graves problemas en hospitales, clínicas, industrias, el transporte, servicios de agua y múltiples saqueos a nivel nacional, principalmente en el estado Zulia. Al miércoles 13 de marzo, se habían registrado al menos 43 muertes.
El martes 12 de marzo, la energía eléctrica regresó en algunas regiones del país, pero Caracas permaneció solo parcialmente apagada donde se restableció por prioridad nacional mientras las regiones occidentales cerca de la frontera con Colombia permanecieron a oscuras. Para el jueves 14 de marzo, la energía se había restablecido en gran parte del país, aunque los cortes de energía persistieron durante varios días después de eso. Una semana más tarde, el lunes 25 de marzo a las 13:21 hora local ocurrió un segundo apagón donde otra vez quedó sin energía la mayor parte del territorio nacional en total 16 Estados, la causa fue una falla en la Central Hidroeléctrica Simón Bolívar en la represa del Guri, cuatro días más tarde, el viernes 29 de marzo a las 19:10 hora local ocurrió un tercer apagón, que duró más de 4 días y que afectó 23 estados. Para el martes 9 de abril de ese mismo año, sucede un cuarto apagón en toda Venezuela. Otro apagón de gran magnitud ocurrió el lunes 22 de julio, a las 16:40 hora local (GMT−4). Por lo menos se han presentado el año 2019 cerca de 23.860 fallas eléctricas en todo el país inclusive en Caracas y se han reportado 25.617 aparatos electrodomésticos dañados entre neveras, televisores, microondas.
Expertos y fuentes en la empresa estatal Corpoelec (Corporación Eléctrica Nacional) los atribuyen a la falta de mantenimiento, el desabastecimiento de combustibles de las centrales termoeléctricas, la corrupción en el área, los bajos salarios y a la inexperiencia en el campo como resultado de la fuga de cerebros por la crisis migratoria venezolana. La administración de Nicolás Maduro atribuye los apagones a supuestos sabotajes, ataques electromagnéticos y cibernéticos, y supuestos francotiradores.
Durante los primeros meses del año 2020 el gobierno ha tenido que recurrir a programas de corte debido a la inestabilidad del servicio eléctrico y los meses de marzo y abril los cortes en diferentes estados se han vuelto más continuos, en algunas ciudades se aplican recortes de seis horas dos veces al día, solo en los tres primeros meses de 2020 fueron reportadas 17.251 fallas eléctricas

## Historia
«Aquella tarde del 23 de diciembre de 2009, en una de sus habituales cadenas de radio y TV, Hugo Chávez no pudo seguir evadiendo la gravedad del problema que asolaba al país por la crisis de energía eléctrica que en realidad»,  palabras de Damián Prat en el periódico independiente Tal Cual. Es aquí el inicio de la crisis energética en Venezuela y tiene al país ya una década entre apagones, mucho más allá de la sequía de El Niño por esas fechas. La mayor parte de la energía eléctrica de Venezuela proviene de una de las represas hidroeléctricas más grandes del mundo, la Central Hidroeléctrica Simón Bolívar en el embalse de Guri del río Caroní en el Estado Bolívar, Venezuela; al 2019, 70-80 % del poder de Venezuela proviene de Guri. Venezuela tiene una historia de apagones eléctricos que se remontan al menos a 2009; Juan Nagel escribió en Foreign Policy en 2016 que los problemas se debieron a la «corrupción masiva del… gobierno y las políticas energéticas desastrosas del país». Univision también informó que los problemas en el sector energético se debieron a la corrupción y la «falta de mantenimiento e inversión». Un informe de Transparencia Venezuela dijo que el mantenimiento se abandonó durante veinte años a partir de 1998. La infraestructura obsoleta empeoró los problemas, y las críticas fueron silenciadas; un líder sindical de los trabajadores de energía estatales fue arrestado en 2018 por el Servicio Bolivariano de Inteligencia Nacional (SEBIN) por advertir que un apagón era probable.
La empresa privada La Electricidad de Caracas era propiedad de la AES Corporation de los Estados Unidos hasta 2007; según The Wall Street Journal, «la red eléctrica de Venezuela fue una vez la envidia de América Latina». El entonces presidente de Venezuela Hugo Chávez creó la Corporación Eléctrica Nacional (Corpoelec) mediante la nacionalización del sector eléctrico y la expulsión de la industria privada en 2007, por lo tanto, el estado ha sido el único responsable del suministro de energía durante más de diez años. Univision dice que Chávez «admitió fallas… como la disponibilidad «insuficiente» de la planta de generación termoeléctrica y las limitaciones de la red nacional de transmisión de energía eléctrica y los sistemas de distribución»; firmó un decreto en 2010 que declaraba un «Estado de Emergencia del Servicio Nacional de Electricidad». Chávez hizo que Corpoelec acelerara los proyectos y, al evitar el proceso de licitación pública para los proyectos, «autorizó la 'contratación por adjudicación directa'», lo que facilitó la corrupción.   Durante la campaña electoral de Henrique Capriles Radonski contra Hugo Chávez por la presidencia de Venezuela. El candidato presentó dentro de su plan de gobierno el proyecto «Luz para el progreso».  Este plan fue presentado en todas las regiones del país y varios de sus promotores sufrieron luego de persecución política siendo apresados o debiendo salir del país. Los casos de los ingenieros Luis Vásquez Corro, Winston Cabas y Ciro Portillo han sido los más citados.
La administración de Chávez «distribuyó contratos de millones de dólares sin licitación que enriquecieron a los altos funcionarios de su gobierno y las obras nunca se construyeron», según Univisión. The Wall Street Journal declaró que el gobierno otorgó contratos eléctricos a empresas con poca experiencia en el sector energético. Se adjudicaron miles de millones de dólares en contratos para proyectos que nunca se completaron, lo que llevó a investigaciones internacionales de «altos funcionarios del régimen de Chávez hoy perseguidos por saquear los cofres de la República Bolivariana». Críticos dicen que a una empresa, Derwick Associates, se le dieron proyectos aunque no tenían experiencia previa; Derwick niega que hubiera sobornos involucrados.De los 40 proyectos energéticos aprobados entre 2010 y 2014 analizados por Transparencia Venezuela, 17 no se terminaron en marzo de 2019, ninguno está funcionando a plena capacidad y se identificó un cobro excesivo por miles de millones de dólares.

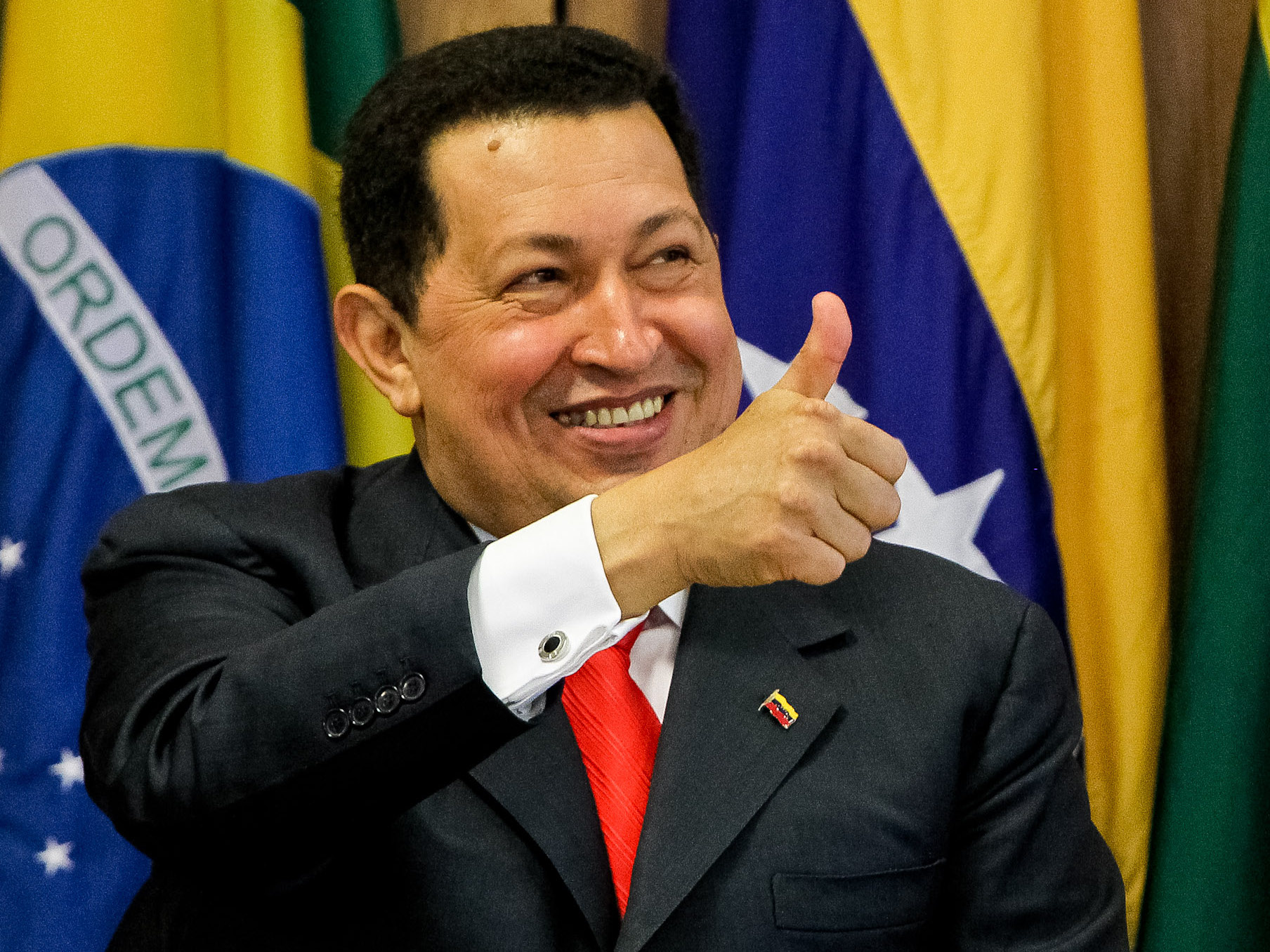
Hugo Chávez en Brasilia en 2011.

Complicando aún más los asuntos técnicos, la administración de Corpoelec fue entregada a un general de la Guardia Nacional de Venezuela, Luis Motta Domínguez, quien ha admitido la falta de experiencia en la industria de la energía. El reinicio de una red eléctrica envejecida requiere especialistas y equipos que pueden no estar disponibles en Venezuela, como resultado de una fuga de cerebros porque miles de trabajadores han abandonado el país.
Hubo dos apagones importantes en 2013. el primero de ellos ocurrió el 3 de septiembre en horas del mediodía, originado por una falla en la línea de transmisión principal de 765 000 kV que según el ministro de Energía Eléctrica de entonces, Jesse Chacón, fue el factor que ocasionara que casi el 70 % de Venezuela quedara sin suministro eléctrico.  La versión gubernamental fue la de un acto de sabotaje emprendido por factores de la oposición política, mientras que expertos esgrimían como factor esencial de la falla el escaso mantenimiento del sistema y la corrupción administrativa. Mientras que el segundo evento ocurrió exactamente tres meses después, el 3 de diciembre, donde las declaraciones de ambos sectores fueron similares. En 2016, Venezuela sufrió una grave crisis de electricidad que causó cortes de energía, cierres de la industria y la decisión del presidente Nicolás Maduro de reducir las horas de trabajo de los empleados del gobierno. La administración de Maduro ha implementado el racionamiento de energía varias veces y ha cambiado los relojes del país para acomodar un viaje de un día. Nagel escribió en 2016: «…hay dos razones principales para la crisis: el consumo excesivo de electricidad y la producción insuficiente. Y la raíz de estos dos problemas es la mala gestión: el populismo, la planificación deficiente, la ideología inflexible y la corrupción abrumadora». el 19 de octubre del 2016 el edificio del Parlamento se quedó sin luz mientras los diputados debatían un proyecto de ley para el sector eléctrico y los apagones iban siendo cada vez más frecuentes  En 2017, hubo más de 18 000 cortes de energía en todo el país. A inicios del 2018 el 2 de enero, sectores de cinco estados y de la capital quedaron sin energía durante varias horas, sumándose a permanentes racionamientos de agua
Los intentos por explicar las continuas fallas en el suministro eléctrico, a pesar de los miles de millones de dólares gastados, han llevado al desprecio y el ridículo público en las redes sociales; en 2018, Motta Domínguez dijo en Instagram: «¡Camaradas! En algunos casos, las fallas en el sistema eléctrico las producen animales tales como: ratas, ratones, culebras, gatos, ardillas, rabipelados, zamuros, etc., que buscando madriguera, nido o lugar donde ocultarse, se introducen en equipos del sistema causando la falla». Siendo el caso que algunos ingenieros y exdirectivos del sector eléctrico habían señalado la militarización de la gerencia de las empresas eléctricas como una de las principales causas de la crisis

## Causas

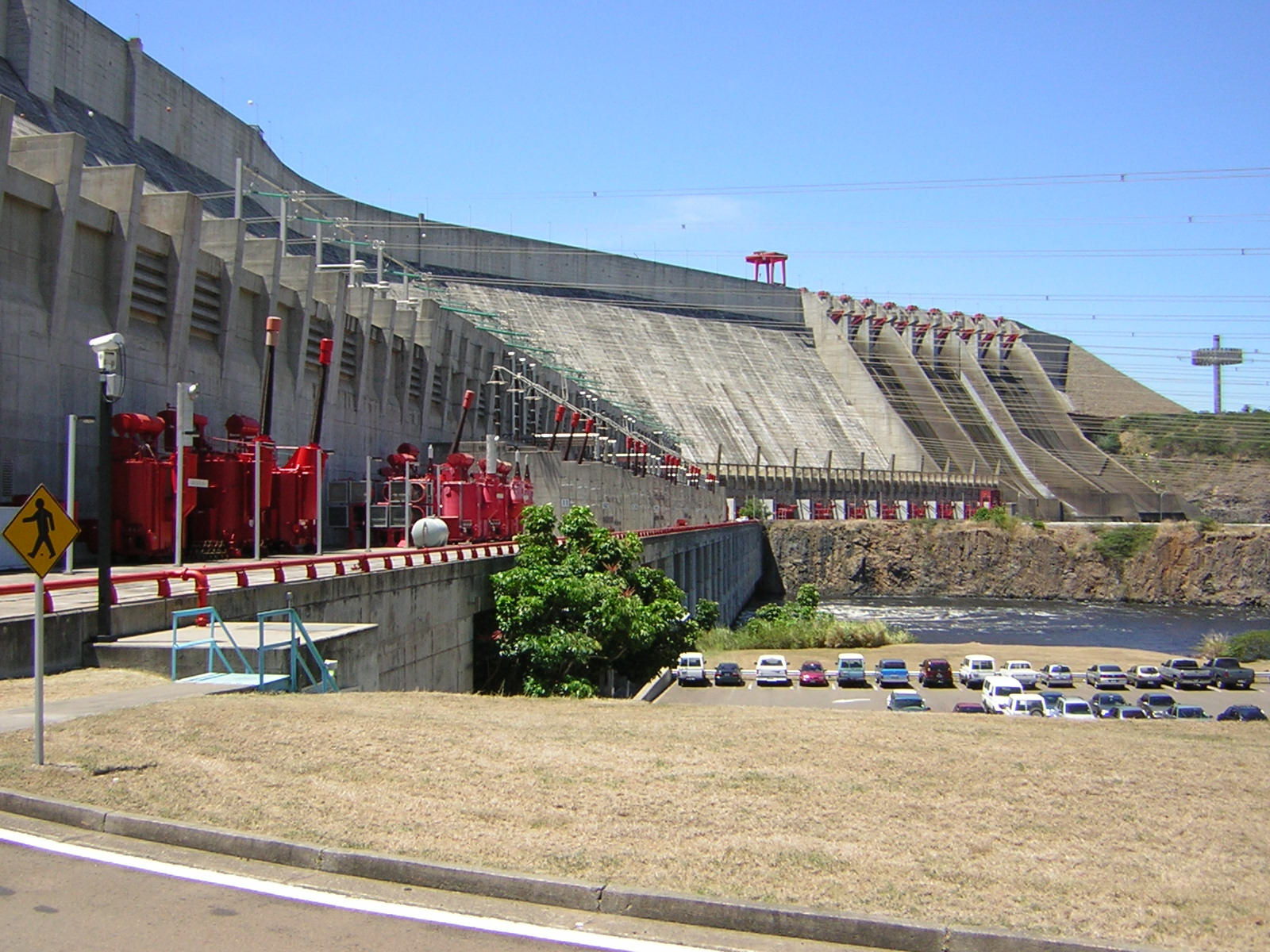
Represa de Guri.

La mayoría de las ciudades más grandes de Venezuela reciben energía de la subestación San Geronimo B, conectada a la central hidroeléctrica en la represa de Guri «a través de una de las líneas de alta tensión eléctrica más largas del mundo». Las fuentes citadas por Corpoelec indicaron que se produjo un incendio de vegetación en tres líneas de 765 kV entre la presa y las subestaciones Malena y San Gerónimo B. El fuego sobrecalentó las líneas, activando mecanismos de rechazo de carga que protegen las líneas conectadas a la presa.  Según la Escuela de Ingeniería Eléctrica de la Universidad Central de Venezuela, la pérdida momentánea de energía en la represa de Guri hizo que las turbinas aumentaran su velocidad, creando una sobrecarga en los sistemas eléctricos. La universidad declaró además que los sistemas de control de seguridad en Guri se activaron para reducir la mayor entrada de energía, pero el sistema se volvió incontrolable y obligó a los operadores a desconectar los generadores en la represa. Cuando se desconectaron los generadores, la frecuencia eléctrica no se pudo regular y sobrecargó las centrales eléctricas ubicadas en Caruachi y Las Macagua. Debido a que las centrales termoeléctricas en Venezuela no están siendo operadas debido a la escasez de combustible provisto por PDVSA, las fluctuaciones en las frecuencias eléctricas exacerbaron la red eléctrica y contribuyeron a que continuaran los apagones.
Imágenes por satélite de la NASA muestran que el fuego de la vegetación en Guri comenzó un día antes del apagón. La vegetación cerca de las líneas eléctricas en Venezuela no se había podado desde 2018, una situación particularmente grave debido a la estación seca. Los ingenieros y analistas citados por The Guardian dijeron que la causa es la falta de fondos y la mala gestión, incluido el despliegue de soldados para operar subestaciones eléctricas en lugar de electricistas. Una falla afectó a tres grandes cables de la Central Hidroeléctrica Simón Bolívar, que suministran el 80 % de la energía de Venezuela. Un cable perdió la energía entre las subestaciones Malena y San Gerónimo B en la red principal, lo que hizo que las otras dos también perdieran energía. El ingeniero Miguel Lara, exgerente de la Oficina de Planificación del Sistema Interconectado, citado por El Pitazo, declaró que las centrales termoeléctricas no comenzaron y que las plantas de generación de respuesta rápida no funcionaron, por lo que el servicio eléctrico durante el apagón fue restaurado solo en algunas áreas. The New York Times citó a José Aguilar, un experto venezolano en la industria eléctrica y consultor para compañías de reaseguros, quien revisó los niveles de energía en todo el país durante el apagón y dijo que el gobierno había intentado reiniciar Guri varias veces, lo que provocó una explosión en una subestación cercana. Aguilar dijo que estos intentos de reinicio habían dañado «algo más en el sistema, desestabilizando aún más la red…  Obviamente, nos están ocultando algo». El apagón ocurrió el 7 de marzo; The New York Times reportó que trabajadores y un gerente de Corpoelec dijeron que para el 11 de marzo aún no se había fijado una fecha para el reinicio; que se les pidió que no se presentaran a trabajar ese lunes; y el Times agregó que «sus nombres han sido ocultados para protegerlos de las represalias del gobierno».
Otra subestación auxiliar, San Gerónimo A, está conectada a una planta más pequeña en Matagua y pudo enviar una corriente más débil e intermitente durante el apagón. El gobierno construyó más de una docena de plantas de respaldo alimentadas por diésel o gas natural; ninguna de ellos funcionó durante el apagón. The New York Times dijo que el suministro de combustible requerido para operar las plantas de energía térmica se ha visto afectado por las sanciones de los Estados Unidos.
La administración de Nicolás Maduro culpó a un sabotaje estadounidense por las interrupciones, según la BBC y The New York Times. Maduro alegó que Estados Unidos había usado tecnología avanzada para un ataque cibernético en la red. Jorge Rodríguez llegó a declarar en una rueda de prensa que un francotirador llegó a disparar a la red eléctrica. Guaidó dijo que la administración de Maduro no había hecho mantenimiento a la red eléctrica. Los expertos en energía venezolanos citados por El Pitazo han rechazado la teoría de que el apagón fue causado por sabotaje, ya que el área de la represa de Guri está fuertemente protegida por unidades de las Fuerzas Armadas, donde opera un comando especial y la seguridad interna de Corpoelec.
Estos especialistas también han señalado que Guri se construyó antes de que existiera Internet, y no usa Internet, por lo tanto no permite el hackeo. Un consultor de gestión de riesgos citado por El Nacional desestimó la declaración de los funcionarios del gobierno y aseguró que el diseño del sistema de la planta hidroeléctrica no permite «ataques» de ese tipo.  Él dijo: «Estos sistemas no pueden ser atacados de forma remota. Son sistemas de control cerrados diseñados para que las turbinas funcionen de manera sincrónica», y eso sería «como hackear un refrigerador o una licuadora». Según una encuesta en marzo de Meganálisis, el 84,3 % de venezolanos rechaza teoría de sabotaje eléctrico.

## Efectos
Los sectores más vulnerables de la sociedad se vieron afectados, con escasez de electricidad, agua, alimentos, transporte y médicos.

### Comida y agua
Con el apagón, la escasez ya existente de alimentos y medicamentos se agravó; los productos alimenticios refrigerados se dañaron, y lugares que vendían carne, pescado y productos lácteos sin refrigeración tuvieron que cerrar. Una panadería dijo que había perdido toda la masa de pan por un día, lo que era equivalente en valor a 56 veces el salario mínimo mensual.
Debido a la falta de electricidad, el sistema de distribución de agua también tuvo escasez. Según el expresidente de Hidrocapital, José María de Viana, «los centros de población más importantes del país tuvieron un suministro de agua cero durante más de cuatro días. Desde el jueves 7 de marzo no ha ingresado ni una sola gota de agua nueva a Caracas». En Caracas, a partir del 11 de marzo, cientos de personas estaban extrayendo agua del río Guaire, un afluente que recibe aguas residuales de la ciudad, con otras personas tratando de capturar agua de los desagües de la ciudad. Cientos de personas formaron fila al pie del cerro El Ávila para recolectar los hilos de agua que caen de él. En el Estado Carabobo se informó de largas colas para comprar agua, hielo y combustible, mientras que en el Estado Lara al menos tres personas se bañaron en las alcantarillas.

### Telecomunicaciones y bancos
El 9 de marzo se produjo una explosión en una central eléctrica no identificada en el Estado Bolívar, que causó cortes adicionales y simultáneos que deshabilitaron el 96 % de la infraestructura de telecomunicaciones de Venezuela.
La escasez del bolívar venezolano se ha visto agravada por el apagón. Durante los primeros días del apagón, el uso de tarjetas de crédito no fue posible, ya que no había electricidad e internet disponibles, y algunos bancos estaban cerrados. Este problema, con la escasez de efectivo, obligó a algunas tiendas a aceptar solo moneda extranjera, principalmente el dólar estadounidense. Cabe destacar que ese mismo año dicha divisa comenzó a emplearse libremente en el país luego de varios años de control de cambio debido precisamente a la escasez y monstruosa devaluación de la moneda nacional (el bolívar).

### Condiciones hospitalarias y muertes
Al 13 de marzo, se habían registrado al menos 43 muertes. Al menos 26 fueron el resultado directo de la pérdida prolongada de electricidad, aunque el doctor Julio Castro aclaró que esto se basaba en los registros de 40 centros de atención primaria y el número es ciertamente más alto. Retirando su nombre por temor a represalias del gobierno, The New York Times citó a un «alto funcionario médico» que dijo que hubo 47 muertes en el hospital principal de Maracaibo, la mitad de los cuales atribuyó al apagón.
La Coalición de Organizaciones por el Derecho a la Salud y la Vida (Codevida) anunció que 15 pacientes en diálisis renal murieron porque estos servicios no estaban disponibles. El Pitazo informó que se registraron seis muertes en el hospital de Acarigua-Araure, en Estado Portuguesa, dos de los cuales fueron resultados directos del apagón. El hospital no pudo trabajar a plena capacidad debido a la escasez de combustible.
Varios pacientes con heridas de bala (que podrían haber recibido tratamiento) tuvieron amputaciones en su lugar, por la preocupación de «complicaciones fatales si continuaba el apagón». Efecto Cocuyo informó que un hombre de 86 años se cayó y murió después de fracturarse el cráneo en Lara. Pacientes fueron robados en dos pisos de un hospital que solo tenía luz en la sala de emergencias de un generador cuando un grupo armado logró acceder al hospital. Sin luz, las mujeres embarazadas en otro hospital tuvieron que ser enviadas al exterior. El gobierno negó cualquier muerte causada por el apagón; el ministro de salud dijo que los informes que relacionaban las muertes con el apagón eran falsos.

### Infraestructura
El apagón hizo que el Metro de Caracas se cerrara y que el transporte público se detuviera, la falta de transporte afectó la capacidad del personal para llegar a sus puestos de trabajo, por ejemplo, en la industria médica.
El reinicio de una red eléctrica requiere experiencia técnica que puede que ya no esté presente en Venezuela, y requiere una planificación para equilibrar y «manejar las subidas de tensión y las fluctuaciones involucradas en volver a conectar la energía a la red». Desde el apagón original, ha habido explosiones en curso en la subestación eléctrica, causando más cortes, incluyendo uno en el sureste de Caracas, y una cadena de explosiones en las subestaciones en Maracaibo.
El apagón dañó los elementos de la entrega de petróleo, las operaciones se interrumpieron, y algunas instalaciones dañadas no se pueden volver a conectar rápidamente; la capacidad de producción de petróleo a largo plazo de Venezuela podría verse afectada. Ali Moshiri, quien supervisó las operaciones de Chevron en Venezuela, dijo que había advertido al gobierno durante años que los yacimientos petrolíferos necesitaban suministros de energía independientes, pero su consejo no había sido escuchado; dijo: «Toda la producción del campo petrolífero está vinculada a la red pública y si la red pública se cae, esos campos se cierran». La Agencia Internacional de la Energía dice que debido a la situación económica en Venezuela y los problemas con el suministro de electricidad, toda la industria venezolana está en riesgo de colapsar. Debido al apagón, los equipos utilizados para fabricar aluminio en la estatal Venalum, una subsidiaria de Corporación Venezolana de Guayana, se dañaron y toda la industria cerró.

### Saqueos
Durante la noche del 9 y la madrugada del 10 de marzo, hubo saqueos en la Avenida San Martín en Caracas; los lugareños trataron de ahuyentar a los saqueadores. Más tarde esa noche, tanques de la Policía Nacional Bolivariana (PNB) viajaron a través del área sin detener el intento de saqueo. A la 1:30 de la mañana, dos tanques llegaron al área y lanzaron bombas de gas lacrimógeno a los saqueadores y luego se quedaron para vigilar el área. En las primeras horas, la gente estaba saqueando un supermercado en La Florida, en su mayoría tomando licores y artículos de higiene personal. Un trabajador de la tienda dijo que encontraron velas sobrantes, que supuestamente se usaron para encontrar la entrada al edificio. El 10 de marzo, otro grupo intentó saquear el supermercado en el centro comercial La Pirámide en el municipio Baruta.  Oficiales de la Policía Nacional detuvieron al menos a 50 personas.
Según Fedecámaras, en solo dos días, más de 350 tiendas fueron saqueadas en el estado de Zulia, y The New York Times dijo que 523 tiendas fueron saqueadas durante la semana en Maracaibo. Las autoridades respondieron tarde o ignoraron el saqueo en muchos casos, y se retiraron de la mayoría de los lugares, excepto en un área en el oeste de Maracaibo, donde unas 400 personas intentaron saquear hasta que llegaron los soldados de la Guardia Nacional Bolivariana (GNB). Cientos de edificios fueron saqueados en la ciudad, no solo por falta de electricidad sino también por falta de suministro de gasolina y agua potable; el 70 % del centro comercial Delicias Norte fue saqueado, 105 tiendas en el Centro Sambil que representan casi el 50 % de sus locales fueron saqueadas según información divulgada por su gerente general Juan Carlos Koch y el sector de la Curva de Molina fue destruido por completo.  En una panadería en el centro de la ciudad, un grupo de personas lanzó una bomba de gas lacrimógeno antes de saquear. Los negocios en Barcelona, Estado Anzoátegui fueron saqueados el 11 de marzo y 29 personas fueron arrestadas.

## Investigaciones y detenciones
El apagón se produjo en medio de la  crisis presidencial de Venezuela, que comenzó cuando la Asamblea Nacional declaró que la reelección de Nicolás Maduro en 2018 no era válida y el organismo declaró a su presidente, Juan Guaidó, como presidente encargado de la nación. El fiscal general del gobierno de Maduro, Tarek William Saab, anunció una investigación contra Guaidó por sabotaje de la red eléctrica, alegando que era un «autor intelectual» del «ataque».
Maduro llamó a los colectivos y dijo: «Ha llegado el momento de la resistencia activa». El enviado especial del Departamento de Estado de los Estados Unidos a Venezuela, Elliott Abrams, calificó esto como un «colapso de la ley y el orden», y dijo: «Eso es un llamado a las pandillas armadas para que tomen las calles…  Tal vez sea una señal de la falta de confianza de Maduro en sus propias fuerzas de seguridad».
En el estado Zulia resultaron detenidas más de 600 personas por las olas de saqueos según el ministro de Interior, Justicia y Paz Néstor Reverol. El diputado de la Asamblea Nacional Juan Andrés Mejía anunció que la legislatura se había comunicado con Brasil, Colombia, Alemania, España, Estados Unidos y varios países insulares del Caribe y había solicitado asistencia, y solicitó a la Organización Latinoamericana de Energía (OLADE) que enviara una comisión para investigar la causa del apagón. Maduro dijo que pediría ayuda a Rusia, China, Irán y Cuba para investigar el ataque cibernético a la red eléctrica, y que dos personas fueron arrestadas en relación con el ataque.
El 9 de marzo fue encontrado muerto Ángel Javier Sequea, jefe de despacho y operaciones de Guyana después de ser detenido por el SEBIN. Ángel Javier dejó un audio grabado acerca de la falta de mantenimiento en las líneas de alta tensión eléctrica, trabajó 13 años en casa de máquinas al lado de las turbinas de la Planta Caruachi.[cita requerida]
Entre la noche del 11 de marzo y la madrugada del 12 de marzo de 2019 agentes del SEBIN detuvieron y allanaron la vivienda en Caracas del periodista Luis Carlos Díaz, siendo trasladado al Helicoide. Díaz fue acusado de instar el apagón. La noche del 12 de marzo de 2019 fue liberado tras una audiencia en los tribunales de Caracas, en la que, según la organización Espacio Público, se le imputó el delito de «instigación a delinquir» y se le impusieron la obligación de presentarse ante los tribunales cada ocho días y las prohibiciones de salir del país, de declarar ante los medios de comunicación y de participar en manifestaciones públicas. El 22 de marzo, Francisco Alarcón Orozco es encontrado ahorcado en extrañas circunstancia, secretario del Sindicato de Corpoelec-Govany Zambrano trabajador de Corpoelec es detenido luego de participar en una rueda de prensa «Nuestra infraestructura a nivel nacional está en desidia, tienen vandalismo, están abandonadas, en condiciones pésimas...».  El Gobierno nunca aceptó como causa principal la falla por falta de mantenimiento tal como explicó en el 2010 José Aguilar, experto en riesgo eléctrico y asesor internacional.

## Reacciones
La Asamblea Nacional declaró el estado de alarma como respuesta al apagón nacional. El Grupo de Lima responsabilizó «exclusivamente a Maduro» por la interrupción del servicio. Al declarar que el Grupo se solidariza con «el pueblo venezolano que ha estado sufriendo durante años», el Grupo emitió un comunicado diciendo que «la situación solo confirma la existencia y la magnitud de la crisis humanitaria que el régimen de Maduro se niega a reconocer». La declaración dijo: «Solo un gobierno legítimo que surgió de elecciones libres y democráticas puede llevar a cabo la reconstrucción de las instituciones, la infraestructura y la economía del país que los venezolanos necesitan para recuperar su dignidad, el ejercicio de las libertades cívicas y el respeto de sus derechos humanos».
China se ofreció a ayudar a restaurar el sistema eléctrico. Un portavoz del Ministerio de Relaciones Exteriores de China dijo que esperaba que la causa se encontrara rápidamente; sin más detalles, dijo que China había recibido informes de que la red eléctrica había caído debido a un ciberataque y que «China está dispuesta a proporcionar ayuda y soporte técnico para restaurar la red eléctrica de Venezuela».
La portavoz de la cancillería rusa, María Zajárova, dijo que Rusia está de acuerdo con Maduro en que un «sabotaje occidental» causó el apagón en Venezuela. Ella alegó que «fue un intento de influir de forma remota en los sistemas de control en las principales subestaciones eléctricas donde se instala equipo de fabricación canadiense». El presidente de Bolivia, Evo Morales, calificó la interrupción del servicio como un «cobarde atentado terrorista» y rechazó lo que llamó la continua intromisión de los Estados Unidos en los asuntos de Venezuela. El presidente de Cuba, Miguel Díaz-Canel, condenó la «agresión contra Venezuela» y calificó al sabotaje de «ataque terrorista».
El enviado especial de los Estados Unidos para Venezuela, Elliott Abrams, negó cualquier responsabilidad de los Estados Unidos y dijo: «Este es un decline de varios años en Venezuela. La situación allí, debido a la mala gestión, las políticas económicas y la corrupción de este régimen, son la causa de estos problemas». El secretario político de Avanzada Progresista e ingeniero electricista Jorge Alejandro Rodríguez  analizó en CNN en español la posibilidad del uso por parte del gobierno de Nicolás Maduro como mecanismo de control social
El diputado chavista Eduardo Labrador, que representa al Partido Socialista Unido de Venezuela (PSUV) del gobierno de Maduro en el Estado Zulia, solicitó que Motta Domínguez sea destituido como jefe de Corpoelec. El 1 de abril de 2019 en medio de la crisis por los apagones, Maduro destituyó al General Motta Domínguez  del Ministerio de Energía Eléctrica y de Corpoelec y nombró en su lugar al Ingeniero Igor José Gavidia León sin dar más explicaciones, sin embargo algunos expertos consideran que mientras Nicolás Maduro se encuentre en el poder se dificulta resolver la crisis multifactorial de Venezuela  y que se hacía necesario en 2019 un acuerdo político para disminuir el impacto de la crisis en Venezuela.

### Protestas
Guaidó «tomó las calles» para cuestionar al gobierno de Maduro durante los dos primeros días del apagón. Según The New York Times, Maduro «no se ha dirigido a la nación» y «su silencio público ha incrementado la tensión en Caracas». Protestas contra Maduro en Caracas y otras ciudades fueron convocadas para el 9 de marzo y continuaron a pesar del cierre del Metro de Caracas y la falta de redes sociales. El mitin encabezado por Guaidó tuvo lugar cerca del palacio presidencial en Miraflores; The Washington Post calificó la manifestación como «inusual», ya que se llevó a cabo en un sector generalmente asociado con los partidarios de Maduro. La fuerte presencia policial bloqueó las calles con escudos antidisturbios.
Durante la segunda mitad del año 2020 la situación continuó degradándose. Se extendieron los racionamientos y cortes  de hasta 12 horas en diversos puntos del país. En septiembre se produjeron protestas en Maracaibo con fogatas y barricadas a pesar de las restricciones a la movilidad por la pandemia del COVID-19. En octubre protestaron vecinos de Valencia capital del Estado Carabobo por el racionamiento eléctrico de 4 a 5 horas diario.